# Danmarks Næste Topmodel (mùa 1)
Mùa đầu tiên của Danmarks Næste Topmodel được dựa trên America's Next Top Model của Tyra Banks. Chương trình được host bởi Caroline Fleming với mười ba thí sinh cạnh tranh cho danh hiệu Denmark's Next Top Model.
Điểm đến quốc tế của mùa này là Paris cho top 10 và Luân Đôn cho top 6.
Người chiến thắng trong mùa này là Caroline Bader, 14 tuổi từ Nærum. Cô đã nhận được các giải thưởng của mình là:
- 1 hợp đồng người mẫu với Unique Models
- Lên ảnh bìa cùng 10 trang biên tập cho tạp chí Elle
- Trở thành gương mặt mới của L'Oréal Paris
- 1 chuyến đi đến Paris trong 2 tuần để gặp gỡ với quản lí người mẫu Ford Models

## Các thí sinh
(Tuổi tính từ ngày dự thi)
| Thí sinh             | Tuổi | Chiều cao                | Quê quán      | Bị loại ở | Hạng                   |
| -------------------- | ---- | ------------------------ | ------------- | --------- | ---------------------- |
| Sofia Sakko          | 22   | 176 cm (5 ft 9+1⁄2 in)   | Brønshøj      | Tập 2     | 13                     |
| Astrid Augustinussen | 21   | 179 cm (5 ft 10+1⁄2 in)  | Kolding       | Tập 3     | 12                     |
| Serina Jensen        | 16   | 174 cm (5 ft 8+1⁄2 in)   | Korsør        | Tập 4     | 11                     |
| Emma Penthien        | 18   | 176 cm (5 ft 9+1⁄2 in)   | Copenhagen    | Tập 5     | 10                     |
| Nanna Jo Borgersen   | 19   | 178 cm (5 ft 10 in)      | Odense        | Tập 6     | 9                      |
| Elise Dubois         | 19   | 175 cm (5 ft 9 in)       | Aarhus        | Tập 7     | 8 (tước quyền thi đấu) |
| Rochel Rasmusen      | 23   | 176 cm (5 ft 9+1⁄2 in)   | Copenhagen    | Tập 8     | 7                      |
| Laila McFarlan       | 23   | 179 cm (5 ft 10+1⁄2 in)  | Copenhagen    | Tập 9     | 6                      |
| Isabella Kaufmann    | 23   | 170 cm (5 ft 7 in)       | Frederiksberg | Tập 9     | 5                      |
| Karen Ziefeldt       | 18   | 177,5 cm (5 ft 10 in)    | Nyborg        | Tập 10    | 4–3                    |
| Stephanie Strarup    | 15   | 173 cm (5 ft 8 in)       | Morud         | Tập 10    | 4–3                    |
| Brinette Odgaard     | 20   | 173,5 cm (5 ft 8+1⁄2 in) | Aalborg       | Tập 10    | 2                      |
| Caroline Bader       | 14   | 171 cm (5 ft 7+1⁄2 in)   | Nærum         | Tập 10    | 1                      |

## Các tập

### Tập 1
Khởi chiếu: 22 tháng 9 năm 2010
Từ 3000 cô gái đăng kí dự thi, 100 thí sinh bán kết được đưa tới khách sạn Marriott ở Copenhagen để bắt đầu cuộc thi. Họ đã có một buổi trình diễn thời trang trước khán giả ở bên ngoài khách sạn và kết quả là chỉ có 36 cô gái vượt qua được thử thách. Sau đó, 36 thí sinh còn lại đã có một buổi phỏng vấn với ban giám khảo và kết quả là 20 cô gái đã vượt qua được thử thách và mỗi người được nhận 1 hộp mỹ phẩm từ L'Oreal Paris.
Ngày hôm sau, 20 thí sinh còn lại đã có thử thách cuối cùng là buổi chụp hình đầu tiên trắng đen trong trang phục tự chọn của mình. Vào buổi đánh giá đầu tiên, 13 cô gái đã được chọn và sẽ bước vào cuộc thi.
- Nhiếp ảnh gia: Dennis Stenild

### Tập 2
Khởi chiếu: 29 tháng 9 năm 2010
13 cô gái được di chuyển tới căn hộ của mình. Ngày hôm sau, họ đã có buổi học catwalk với Marie Erwolter tại khách sạn D'Angleterre trước khi có thử thách trình diễn thời trang giả và họ phải tự chuẩn bị trang phục cho mình ở đằng sau hậu trường, Rochel chiến thắng thử thách và nhận được 12 đôi giày cao gót.
Ngày tiếp theo, họ đã buổi chụp hình tiếp theo hóa thân thành Femme fatale. Vào buổi đánh giá ngày hôm sau với sự xuất hiện giám khảo khách mời là Helle Moos & Lene Nystrøm, trong khi tới lượt phần đánh giá của Nanna Jo thì Brinette bất ngờ bị ngất xỉu nhưng sau đó thì cô đã hồi phục lại. Kết quả là Serina được gọi tên đầu tiên còn Sofia là thí sinh đầu tiên bị loại.
- Nhiếp ảnh gia: Helle Moos
- Khách mời đặc biệt: Marie Erwolter, Lene Nystrøm

### Tập 3
Khởi chiếu: 6 tháng 10 năm 2010
12 cô gái còn lại đã được gặp Uffe & Caroline tại tiệm salon Mackinder cho diện mạo mới của mình. Sau đó, họ được đưa tới thử đồ tại cửa hàng thời trang của nhà thiết kế Birger Christensen trước khi có thử thách trình diễn thời trang cho Birger Christensen bên trong cửa hàng, Stephanie chiến thắng thử thách và nhận được một chiếc khăn quàng lông thú từ nhà thiết kế.
Ngày hôm sau, họ đã được tập thể dục buổi sáng từ huấn luyện viên Tanja Liv Severin trước khi bước vào buổi chụp hình tiếp theo tại khách sạn Phoenix, họ sẽ phải tỏ ra ra gợi cảm trên giường với 2 người mẫu nam trong khi chỉ mặc áo sơmi trắng và quần lót. Vào buổi đánh giá ngày tiếp theo với sự xuất hiện giám khảo khách mời là Sean McMenomy & Oliver Bjerrehuus, Caroline là người có tấm ảnh đẹp nhất tuần còn Astrid là thí sinh tiếp theo bị loại.
- Nhiếp ảnh gia: Sean McMenomy
- Khách mời đặc biệt: Tina Mackinder, Stephen Mackinder, Birger Christensen, Tanja Liv Severin, Oliver Bjerrehuus

### Tập 4
Khởi chiếu: 13 tháng 10 năm 2010
11 cô gái còn lại đã có một buổi học múa balê trước khi đưa tới cửa hàng đồ lót Change cho thử thách tạo dáng như manơcanh trước cửa kính, Brinette chiến thắng thử thách và cô chọn Caroline để nhận thưởng là một buổi mua sắm miễn phí tại cửa hàng đồ lót Change trong 5 phút. Sau đó, họ đã có buổi chụp hình tiếp theo hóa thân thành nàng tiên trong bộ váy có cánh dài, trong khi họ sẽ được treo lên trên không. Các cô gái sau đó đã có một buổi nói chuyện với Oliver Bjerrehuus.
Vào buổi đánh giá ngày hôm sau với sự xuất hiện giám khảo khách mời là Oliver Bjerrehuus & Tonya Pedersen, Caroline thông báo rằng những ai vượt qua được buổi loại trừ này sẽ được bay đến Paris. Kết quả là Nanna Jo được gọi tên đầu tiên còn Serina là thí sinh tiếp theo bị loại.
- Nhiếp ảnh gia: Bjarke Johansen
- Khách mời đặc biệt: Nikolaj Hübbe, Charlotta Adolfsson, Oliver Bjerrehuus, Tonya Pedersen

### Tập 5
Khởi chiếu: 20 tháng 10 năm 2010
10 cô gái còn lại được đưa tới Paris và sau đó được di chuyển tới khách sạn của mình. Ngày hôm sau, Caroline đã đến thăm các cô gái và từng người một đã có một buổi nói chuyện riêng với cô. Sau đó, họ đã được tham dự một bữa tiệc mà không biết rằng đây là thử thách tiếp theo của họ kiểm tra cách họ giới thiệu bản thân với những người trong giới thời trang, Laila chiến thắng thử thách và nhận được 1 bộ mỹ phẩm L'Oreal Paris trị giá 10.000kr.
Ngày hôm sau, họ đã có buổi chụp hình tiếp theo là một bức ảnh chân dung mang vẻ quyến rũ và sắc sảo cho L'Oreal Paris. Sau đó, các cô gái đã có bữa tối với Caroline và có một buổi tối giải trí trong quán bar cho tiệc sinh nhật của Brinette. Vào buổi đánh giá ngày tiếp theo với sự xuất hiện giám khảo khách mời là Steven Kando, Wibke Paschen & Reneé Lacombe, Elise được gọi tên đầu tiên còn Emma là thí sinh tiếp theo bị loại.
- Nhiếp ảnh gia: Rasmus Mogensen
- Khách mời đặc biệt: Steven Kando, Wibke Paschen, Maria Lund Andersen, Reneé Lacombe

### Tập 6
Khởi chiếu: 27 tháng 10 năm 2010
9 cô gái còn lại được Uffe và stylish Chloe Beeney kiểm tra hành lí của họ để điều chỉnh phong cách ăn mặc của họ. Sau đó, họ được đưa tới một cửa hàng quần áo cổ điển cho thử thách tiếp theo phối đồ theo phong cách thật của họ, Karen chiến thắng thử thách và nhận được một chiếc túi xách từ Mulberry.
Ngày hôm sau, các cô gái đã tổ chức tiệc sinh nhật cho Caroline và nhận được phần quà là bạn của cô tới đến thăm. Sau đó, họ đã có buổi chụp hình tiếp theo trong phong cách thời trang cao cấp ở trên du thuyền chạy qua sông Seine. Vào buổi đánh giá ngày tiếp theo với sự xuất hiện giám khảo khách mời là Sune Czajkowski & Chloe Beeney, Stephanie được gọi tên đầu tiên còn Nanna Jo là thí sinh tiếp theo bị loại.
- Nhiếp ảnh gia: Sune Czajkowski
- Khách mời đặc biệt: Chloe Beeney

### Tập 7
Khởi chiếu: 3 tháng 11 năm 2010
8 cô gái còn lại đã quay về Copenhagen để tiếp tục cuộc thi. Ngày hôm sau, họ đã có một buổi học diễn xuất với diễn viên Sofie Stougaard trước khi tham gia vào thử thách diễn xuất đoạn hồi kết của Romeo và Juliet, Brinette chiến thắng thử thách và cô chọn Caroline để nhận thưởng là một buổi thư giãn ở spa, trong khi Laila & Rochel bị Brinette chọn để nhận hình phạt là dọn dẹp toàn bộ căn hộ. Sau đó, họ đã được trải nghiệm đóng thế từ diễn viên Stig Günther cho buổi chụp hình tiếp theo lấy cảm hứng từ những poster phim hành động, trong khi họ phải nhảy qua bạt lò xo trước một vụ nổ lớn.
Ngày hôm sau, Elise đã phải nói chuyện với Jacqueline vì căn bệnh Chứng háu ăn mà cô đang gặp phải ngay lúc này. Vào buổi đánh giá với sự xuất hiện giám khảo khách mời là Oliver Bjerrehuus & Sofie Stougaard, Caroline đã gọi tên Elise để cho cô xem hình của mình và thông báo với cô rằng là vì căn bệnh của mình mà ban giám khảo sẽ buộc phải đưa ra quyết định là tước quyền thi đấu của cô. Kết quả là Brinette được gọi tên đầu tiên còn Isabella là thí sinh tiếp theo bị loại, nhung ngay sau đó thì Caroline thông báo với cô là cô vẫn sẽ được ở lại cuộc thi.
- Khách mời đặc biệt: Sofie Stougaard, Stig Günther, Charlotte Rachlin, Luna Lahmann, Oliver Bjerrehuus

### Tập 8
Khởi chiếu: 10 tháng 11 năm 2010
7 cô gái còn lại được tham gia vào thử thách chụp hình trong đồ lót với rắn và nhện, Karen & Laila đã xuống trễ trong khi xe chở các cô gái đã đi nên họ buộc phải tới gặp Jacqueline tại quản lí người mẫu Unique Models để hỏi địa chỉ của thử thách, Stephanie chiến thắng thử thách và nhận được 3 bộ đồ thiết kế.
Ngày hôm sau, họ đã có buổi chụp hình tiếp theo quảng cáo cho tạp chí Elle trong những bộ trang phục được làm từ vật tái chế. Quay về căn hộ, các cô gái đã háo hức khi biết được mình sẽ bay tới Luân Đôn vào ngày mai. Ngày tiếp theo, khi các cô gái đang chờ đợi ở sân bay thì Caroline tới gặp họ để bước vào buổi đánh giá tiếp theo với sự xuất hiện giám khảo khách mời là Oliver Bjerrehuus & Cecilie Christiansen, Stephanie được gọi tên đầu tiên nên cô sẽ được xuất hiện trong chiến dịch quảng cáo cho Elle cùng với Caroline & Brinette ngay sau đó, còn Rochel là thí sinh tiếp theo bị loại.
- Nhiếp ảnh gia: Sean McMenomy
- Khách mời đặc biệt: Jan Olsen, Cecilie Christiansen, Oliver Bjerrehuus

### Tập 9
Khởi chiếu: 17 tháng 11 năm 2010
6 cô gái còn lại được đưa tới Luân Đôn và sau đó được di chuyển tới khách sạn của mình. Ngày hôm sau, họ được đưa đến The Underwater Studios cho buổi chụp hình tiếp theo tạo dáng dưới nước cho trang sức Georg Jensen. Sau đó, họ đã có một buổi tối giải trí trong quán bar, trong khi Caroline & Stephanie phải ở lại trong căn hộ do không đủ tuổi. Ngày tiếp theo, họ đã gặp Caroline tại cửa hàng trang sức Georg Jensen và nghe thông báo rằng sẽ có một người bị loại ngay bây giờ vì phần thể hiện kém nhất ở buổi chụp hình, và kết quả là Laila sẽ là thí sinh tiếp theo bị loại.
5 cô gái còn lại sau đó đã tham gia vào thử thách casting cho 3 nơi: quản lí tài năng Era Artist Management, Asos.com & nhiếp ảnh gia Richard Truscott. Kết quả là Caroline & Stephanie đã quay về muộn từ thử thách nên đã bị loại và Caroline Fleming thất vọng khi thông báo rằng là Caroline sẽ là người chiến thắng thử thách nhưng vì bị loại, Brinette đã giành chiến thắng thử thách và cô chọn Caroline để nhận thưởng là một bộ trang sức từ Georg Jensen trị giá 50.000kr và sẽ được tham dự vào sự kiện Dansk Fashion Awards cùng Caroline Fleming sau khi tất cả quay về Copenhagen. Vào buổi đánh giá ngày hôm sau với sự xuất hiện giám khảo khách mời là Oliver Bjerrehuus, Ulrik Garde Due & Amma Akwama, Brinette được gọi tên đầu tiên nên cô sẽ được xuất hiện trong chiến dịch quảng cáo cho Georg Jensen, còn Isabella là thí sinh tiếp theo bị loại.
- Khách mời đặc biệt: Eva Dijkstra, Elaine Milligan, Jamie Horridge, Richard Truscott, Oliver Bjerrehuus, Ulrik Garde Due, Amma Akwama

### Tập 10
Khởi chiếu: 24 tháng 11 năm 2010
4 cô gái còn lại đã có thử thách cuối cùng là quay quảng cáo cho nước uống Egekilde. Sau đó, họ đã có buổi chụp hình cuối cùng khỏa thân với trang sức và phụ kiện. Uffe & Jacqueline sau đó đã đánh giá từng người một về quá trình của họ trong cuộc thi và kết quả là, Caroline là người đầu tiên được an toàn và sau đó là Brinette, trong khi Karen là thí sinh tiếp theo bị loại và ngay sau đó là Stephanie.
Ngày hôm sau, Brinette & Caroline được gặp lại những cô gái bị loại trước đó để bước vào buổi trình diễn thời trang cuối cùng trong phòng đánh giá. Vào buổi đánh giá cuối cùng với sự xuất hiện giám khảo khách mời là Cecilie Christiansen & Wibke Paschen, Caroline trở thành quán quân đầu tiên của Danmarks Næste Topmodel.
- Nhiếp ảnh gia: Rasmus Mogensen
- Khách mời đặc biệt: Cecilie Christiansen, Wibke Paschen

## Thứ tự gọi tên
| Thứ tự | Tập       | Tập       | Tập       | Tập       | Tập       | Tập       | Tập       | Tập       | Tập       | Tập       | Tập      | Tập | Tập |
| Thứ tự | 1         | 2         | 3         | 4         | 5         | 6         | 7         | 8         | 9         | 10        | 10       |     |     |
| ------ | --------- | --------- | --------- | --------- | --------- | --------- | --------- | --------- | --------- | --------- | -------- | --- | --- |
| 1      | Brinette  | Serina    | Caroline  | Nanna     | Elise     | Stephanie | Brinette  | Stephanie | Brinette  | Caroline  | Caroline |     |     |
| 2      | Rochel    | Karen     | Brinette  | Brinette  | Nanna     | Elise     | Caroline  | Isabella  | Stephanie | Brinette  | Brinette |     |     |
| 3      | Caroline  | Caroline  | Rochel    | Isabella  | Isabella  | Rochel    | Karen     | Caroline  | Karen     | Stephanie |          |     |     |
| 4      | Emma      | Astrid    | Karen     | Emma      | Caroline  | Caroline  | Rochel    | Karen     | Caroline  | Karen     |          |     |     |
| 5      | Karen     | Stephanie | Laila     | Caroline  | Laila     | Brinette  | Stephanie | Brinette  | Isabella  |           |          |     |     |
| 6      | Nanna     | Emma      | Emma      | Laila     | Stephanie | Karen     | Laila     | Laila     | Laila     |           |          |     |     |
| 7      | Sofia     | Brinette  | Elise     | Karen     | Karen     | Laila     | Isabella  | Rochel    |           |           |          |     |     |
| 8      | Stephanie | Nanna     | Isabella  | Stephanie | Brinette  | Isabella  | Elise     |           |           |           |          |     |     |
| 9      | Astrid    | Elise     | Stephanie | Rochel    | Rochel    | Nanna     |           |           |           |           |          |     |     |
| 10     | Serina    | Isabella  | Nanna     | Elise     | Emma      |           |           |           |           |           |          |     |     |
| 11     | Laila     | Rochel    | Serina    | Serina    |           |           |           |           |           |           |          |     |     |
| 12     | Elise     | Laila     | Astrid    |           |           |           |           |           |           |           |          |     |     |
| 13     | Isabella  | Sofia     |           |           |           |           |           |           |           |           |          |     |     |

     Thí sinh bị loại
     Thí sinh bị tước quyền thi đấu
     Thí sinh ban đầu bị loại nhưng được cứu
     Thí sinh bị loại trước khi vào phòng đánh giá
     Thí sinh chiến thắng cuộc thi
- Ở tập 1, 13 thí sinh đã được chọn vào cuộc thi. Thứ tự gọi tên không liên quan về phần thể hiện của họ.
- Ở tập 7, Elise bị tước quyền thi đấu trước khi gọi tên vì ban giám khảo nghi ngờ cô phải chịu đựng căn bệnh Chứng háu ăn. Nếu không có chuyện đó, Isabella sẽ là thí sinh tiếp theo bị loại.
- Ở tập 9, Laila bị loại trước khi vào phòng đánh giá.
- Ở tập 10, các cô gái được gọi riêng và không theo thứ tự nào để đối mặt với đánh giá của họ.

### Buổi chụp hình
- Tập 1: Ảnh trắng đen tạo dáng tự nhiên (casting)
- Tập 2: Phong cách Femme fatale
- Tập 3: Quyến rũ trên giường với 2 người mẫu nam
- Tập 4: Nàng tiên trên không
- Tập 5: Ảnh chân dung vẻ đẹp quyến rũ và sắc sảo
- Tập 6: Thời trang cao cấp trên du thuyền ở sông Seine
- Tập 7: Poster phim hành động
- Tập 8: Tạo dáng trong trang phục tái chế cho Elle
- Tập 9: Ảnh quảng cáo trang sức Georg Jensen dưới nước
- Tập 10: Quảng cáo cho nước uống Egekilde; Ảnh trắng đen khỏa thân với trang sức và phụ kiện

### Diện mạo mới
- Astrid: Tóc bob dài và cắt tầng
- Brinette: Nhuộm vàng bạch kim
- Caroline: Cắt đều
- Elise: Thêm highlight vàng
- Emma: Nhuộm đỏ, cắt đều và thêm mái ngố
- Isabella: Cắt ngắn hơn và nhuộm đen
- Karen: Cắt ngắn 1 khúc và nhuộm nâu
- Laila: Cắt bát và thêm mái ngố
- Nanna Jo: Cắt ngắn tới vai và nhuộm màu vàng hơn
- Rochel: Tóc afro
- Serina: Nhuộm vàng bạch kim
- Stephanie: Tóc bob đen đều tới cằm và thêm mái ngố